# Голливуд (роман)
Роман «Голливуд» написан в 1989 году Чарльзом Буковски. В основе романа «Голливуд» лежит реальная история работы самого Буковски над сценарием фильма «Пьянь», который был поставлен режиссёром Барбе Шрёдером в 1987 году.

## Сюжет
Беллетризованная с намеренными искажениями реальных фактов и событий история участия Чарльза Буковски в производстве художественного фильма «Barfly» («Завсегдатай бара»; в советском пиратском видеопрокате конца 1980-х годов получил известность под названием «Пьянь»). Фильм был снят в 1986 году режиссёром Барбе Шрёдером по сценарию Буковски. Помимо работы сценаристом, Буковски участвовал в натурных съёмках как артист массовки, однако эпизод с ним в кадре в окончательный монтаж фильма не вошёл. Повествование в романе ведётся, как и во всех предыдущих романах Буковски, от первого лица — его alter ego Генри Чинаски.

## Сценарий
Роман типологически относится к романам с ключом. Буковски скрывается под псевдонимом Генри Чинаски, а его жена Линда названа Сара. Его друг, поэт Джон Томас Идлет, назван Джон Голт. Его немецкий переводчик Карл Вейсснер — Карл Восснер. Фотографа Майкла Монфорта зовут Майкл Хантингтон. Сам фильм назван «Танец Джима Бима». Кинокомпания Cannon носит название Firepower.
Буковски использует следующие имена в качестве псевдонимов для людей, с которыми он работал над фильмом.
- Микки Рурк — ведущий актер фильма, назван Джек Бледсо.
- Фэй Данауэй — ведущая актриса, названа Франсин Бауэрс.
- Барбе Шрёдер — режиссёр, назван Джон Пинчот.
- Иди Амин — тема более раннего документального фильма Шредера, называется Лидо Мамин.
- Менахем Голан — сопродюсер, назван Гарри Фридман
- Йорам Глобус — сопродюсер, назван Нейт Фишман
- Робби Мюллер — видеооператор, назван Хайнс
- Эва Гардош — редактор, названа Кей Бронштейн
- Фрэнк Сталлоне — Эдди, назван Ленни Фиделло